# Marcus Willis
Marcus Willis (Slough, 9 ottobre 1990) è un tennista britannico.
Professionista dal 2007, Willis ha fatto il suo debutto nel circuito maggiore al Torneo di Wimbledon 2016, accedendo al tabellone principale dopo aver vinto 6 partite di qualificazione per il torneo.
Al primo turno ha sconfitto Ričardas Berankis, giocatore con più di 700 posizioni sopra Willis nel ranking. Nel secondo turno ha affrontato sul campo centrale l'allora sette volte vincitore del torneo, Roger Federer, venendo sconfitto in tre set.
Ha però ottenuto i suoi migliori risultati in doppio, specialità nella quale ha vinto diversi titoli nel circuito Challenger e soprattutto nel circuito ITF.
Dopo un iniziale ritiro nel 2021 è rientrato in campo nell'estate 2022 dedicandosi al doppio ed entrando per la prima volta tra i top 100 ATP nel 2024.

## Carriera

### 2007
In questo anno Willis, diciassettenne, diventa professionista.

### 2008-2015: titoli ITF, prima finale Challenger
In questi anni disputa tornei ITF e ne vince 8 in singolare e 25 in doppio. Nel 2014 raggiunge la sua prima finale nel circuito Challenger in doppio con Lewis Burton a Charlottesville, perdendo contro Treat Huey e Frederik Nielsen.

### 2016: Secondo turno a Wimbledon e sfida con Federer
Nei primi cinque mesi dell'anno vince solo una partita ITF.
Willis, sceso al numero 772 della classifica ATP, disputa le prequalificazioni di Wimbledon e le supera. Successivamente passa anche le qualificazioni, battendo nel turno decisivo Daniil Medvedev, futuro numero 1 del mondo. Al primo turno Willis, all'esordio in un tabellone principale del circuito maggiore, sconfigge Ričardas Berankis, top 100 ATP, con il punteggio di 6-3, 6-3, 6-4.
Al secondo turno affronta Roger Federer, recordman di vittorie nel torneo, e Willis viene sconfitto 6-0, 6-3, 6-4. A novembre vince il suo nono e ultimo titolo di singolare (tutti Futures) in carriera in un torneo del Kuwait

### 2017: terzo turno a Wimbledon in doppio
Nel 2017 Willis fa il suo esordio nel circuito maggiore in doppio a Wimbledon. 
Insieme a Jay Clarke passa il primo turno contro Jared Donaldson e Jeevan Nedunchezhiyan in rimonta, 6-3 al quinto set. Al secondo turno i due britannici sconfiggono i top 10 e due volte campioni Slam Nicolas Mahut e Pierre-Hugues Herbert, teste di serie numero due del torneo, con il risultato di 3-6, 6-1, 7-6, 5-7, 6-3. Perdono al terzo turno da Oliver Marach e Mate Pavić 6-3, 6-4, 7-6. In singolare arriva al terzo turno di qualificazioni battendo Andrej Martin e Liam Broady ma perdendo contro Illja Marčenko 6-4, 6-1, 7-6.

### 2018-2021: poche partite e ritiro
Nel 2018 fallisce nella qualificazione a Wimbledon in entrambe le specialità. In singolare cede 7-6, 7-6 a Daniel Evans, appena tornato da una squalifica, nelle prequalificazioni. In doppio perde al primo turno delle qualificazioni insieme ad Aidan McHugh: vengono sconfitti da Austin Krajicek e Jeevan Nedunchezhiyan in due set. 
Nel 2018 (bilancio ITF 3-3)  termina la carriera da singolarista e continua in doppio, dove disputa solo quattro match nel circuito minore perdendoli tutti. Nel 2019 non disputa nessun torneo e nel 2020 disputa alcuni ITF in doppio (5 vittorie e 6 sconfitte), chiudendo l'anno al numero 1367 della specialità. Il 4 marzo 2021, anno in cui non ha disputato nessuna partita, annuncia il ritiro all'età di trent'anni.

### 2022-2023: ritorno, successi in doppio, primo titolo Challenger
Nel 2022 torna a disputare tornei internazionali di doppio conquistando tre titoli ITF.
Nel 2023 vince altri cinque titoli ITF, portando il totale a 36 titoli ITF. Nel dicembre 2023, all'ultimo impegno stagionale, vince insieme a Scott Duncan il suo primo titolo Challenger a Maspalomas.

### 2024: debutto in top 100 e ritorno a Wimbledon
Nella stagione 2024 Willis conquista sette titoli Challenger con sei compagni diversi. Vince inoltre un titolo ITF a gennaio e a giugno entra per la prima volta nei top 100 del ranking di doppio. Poco dopo ritorna a Wimbledon dopo un'assenza di 6 anni (7 dal tabellone principale): viene sconfitto al primo turno nel doppio maschile con Jay Clarke, mentre in doppio misto con Alicia Barnett vince due match spingendosi fino ai quarti di finale. Nonostante l'ascesa in classifica continua a giocare unicamente Challenger guadagnando punti con cui a giugno fa il suo ingresso nella top 100 e a ottobre sale all'81ª posizione mondiale.

## Statistiche Carriera

### Doppio

#### Finali perse (1)
| Legenda              |
| -------------------- |
| Grande Slam (0)      |
| ATP Finals (0)       |
| ATP Masters 1000 (0) |
| ATP Tour 500 (0)     |
| ATP Tour 250 (1)     |

| N. | Data           | Torneo                   | Superficie  | Compagno     | Avversari in finale           | Punteggio   |
| 1. | 25 luglio 2025 | Croatia Open Umag, Umago | Terra rossa | Patrik Trhac | Romain Arneodo Manuel Guinard | 5-7, 6(2)-7 |

### Tornei Challenger

#### Doppio

##### Vittorie (9)
| N. | Data             | Torneo                                      | Superficie  | Compagno               | Avversari in finale                        | Punteggio           |
| 1. | 2 dicembre 2023  | Maspalomas Challenger, Maspalomas           | Terra rossa | Scott Duncan           | Théo Arribagé Sadio Doumbia                | 7-6(5), 6-4         |
| 2. | 6 gennaio 2024   | Oeiras indoor, Oeiras                       | Cemento (i) | Jay Clarke             | Théo Arribagé Michael Geerts               | 6-4, 6(9)-7, [10-3] |
| 3. | 17 febbraio 2024 | Glasgow Challenger, Glasgow                 | Cemento (i) | Scott Duncan           | Kyle Edmund Henry Searle                   | 6-3, 6-2            |
| 4. | 2 marzo 2024     | Play In Challenger, Lille                   | Cemento (i) | Christian Harrison     | Titouan Droguet Giovanni Mpetshi Perricard | 7-6(6), 6-3         |
| 5. | 27 aprile 2024   | Savannah Challenger, Savannah               | Terra verde | Christian Harrison     | Simon Freund Johannes Ingildsen            | 6-3, 6-3            |
| 6. | 18 maggio 2024   | Tunis Open, Tunisi                          | Terra rossa | Federico Agustín Gómez | Patrik Rikl Michael Vrbenský               | 4-6, 6-1, [10-6]    |
| 7. | 15 giugno 2024   | Nottingham Open, Nottingham                 | Erba        | John Peers             | Harold Mayot Luke Saville                  | 6-1, 6(1)-7, [10-7] |
| 8. | 26 ottobre 2024  | Taipei Open, Taipei                         | Cemento (i) | David Stevenson        | Nam Ji-sung Joshua Paris                   | 6-3, 6-3            |
| 9. | 19 aprile 2025   | San Luis Potosí Challenger, San Luis Potosí | Terra rossa | Ivan Liutarevich       | Trey Hilderbrand Alfredo Perez             | 6-3, 6-4            |

### Tornei ITF

#### Singolare

##### Vittorie (9)
| N. | Data              | Torneo                        | Superficie  | Avversario in finale | Punteggio            |
| 1. | 19 gennaio 2013   | Great Britain F1, Glasgow     | Cemento (i) | Josh Goodall         | 6-4, 6-4             |
| 2. | 20 luglio 2013    | Great Britain F14, Felixstowe | Erba        | Neil Pauffley        | 6-2, 6-4             |
| 3. | 4 ottobre 2013    | Kuwait F3, Meshref            | Cemento     | Tak Khunn Wang       | 6-3, 6-2             |
| 4. | 15 marzo 2014     | Great Britain F8, Tipton      | Cemento (i) | Sam Barry            | 7-6(4), 6-4          |
| 5. | 3 maggio 2014     | Great Britain F10, Edimburgo  | Terra rossa | Neil Pauffley        | 6-1, 6-3             |
| 6. | 20 settembre 2014 | Spain F27, Madrid             | Cemento     | Mick Lescure         | 6-3, 6-2             |
| 7. | 2 maggio 2015     | Spain F11, Móstoles           | Cemento     | Jorge Hernando-Ruano | 6(14)-7, 6-3, 7-6(8) |
| 8. | 31 maggio 2015    | Egypt F20, Sharm el-Sheikh    | Cemento     | Julien Dubail        | 7-5, 7-6(8), 7-5     |

#### Doppio

##### Vittorie (37)
| N.  | Data              | Torneo                        | Superficie  | Compagno         | Avversari in finale                         | Punteggio            |
| 1.  | 9 maggio 2009     | Great Britain F6, Edimburgo   | Terra rossa | Daniel Smethurst | Richard Gabb Ashley Hewitt                  | 6(3)-7, 6-3, [14-12] |
| 2.  | 19 settembre 2009 | Italy F28, Porto Torres       | Cemento     | Vasek Pospisil   | Alessandro Giannessi Francesco Piccari      | 4-6, 6-3, [10-8]     |
| 3.  | 31 ottobre 2010   | Greece F3, Candia             | Sintentico  | Daniel Glancy    | Sam Barry Colin O'Brien                     | 7-5, 5-7, [10-8]     |
| 4.  | 10 settembre 2011 | Great Britain F14, Roehampton | Cemento     | Josh Goodall     | Lewis Burton James Marsalek                 | 6-3, 5-7, [10-5]     |
| 5.  | 17 settembre 2011 | Great Britain F15, Nottingham | Cemento     | Josh Goodall     | David Rice Sean Thornley                    | 6-4, 7-6(6)          |
| 6.  | 7 luglio 2012     | Great Britain F9, Manchester  | Erba        | Josh Goodall     | Tom Burn Daniel Evans                       | 6-2, 7-6(3)          |
| 7.  | 4 maggio 2013     | Great Britain F10, Edimburgo  | Terra rossa | Matthew Short    | Richard Gabb Jonny O'Mara                   | 4-6, 6-4, [10-8]     |
| 8.  | 31 agosto 2013    | Great Britain F17, Wrexham    | Cemento     | George Coupland  | Liam Broady Joshua Ward-Hibbert             | 7-6(6), 6-3          |
| 9.  | 7 settembre 2013  | Great Britain F18, Sheffield  | Cemento     | Lewis Burton     | Richard Bloomfield Daniel Cox               | 6-1, 6-1             |
| 10. | 14 settembre 2013 | Great Britain F19, Roehampton | Cemento     | Lewis Burton     | Edward Corrie Joshua Ward-Hibbert           | 4-6, 6-4, [10-8]     |
| 11. | 20 settembre 2013 | Kuwait F1, Meshref            | Cemento     | Lewis Burton     | Patrick Davidson Saketh Myneni              | 6-4, 7-5             |
| 12. | 4 ottobre 2013    | Kuwait F3, Meshref            | Cemento     | Lewis Burton     | Thomas Statzberger Tristan-Samuel Weissborn | 6-2, 6-2             |
| 13. | 26 ottobre 2013   | Great Britain F22, Tipton     | Cemento (i) | Lewis Burton     | Graeme Dyce Calum Gee                       | 7-6(0), 6-2          |
| 14. | 24 novembre 2013  | Greece F20, Retimo            | Cemento     | Lewis Burton     | Nikola Ćaćić Alexandros Jakupovic           | 6-4, 7-6(5)          |
| 15. | 18 gennaio 2014   | Israel F1, Eilat              | Cemento     | Lewis Burton     | Shonigmatjon Shofayziyev Anton Zaitcev      | 6-3, 6-4             |
| 16. | 1º febbraio 2014  | Israel F3, Eilat              | Cemento     | Lewis Burton     | Claudio Grassi Amir Weintraub               | 6-3, 7-5             |
| 17. | 1 marzo 2014      | Thailand F3, Nonthaburi       | Cemento     | Lewis Burton     | Chung Hyeon Nam Ji-sung                     | 6-3, 7-5             |
| 18. | 15 marzo 2014     | Great Britain F8, Tipton      | Cemento (i) | Lewis Burton     | David Rice Sean Thornley                    | 4-6, 7-6(5), [10-6]  |
| 19. | 26 aprile 2014    | Great Britain F9, Bournemouth | Terra rossa | Lewis Burton     | Jake Eames Brydan Klein                     | 6-1, 7-5             |
| 20. | 3 maggio 2014     | Great Britain F10, Edimburgo  | Terra rossa | Jonny O'Mara     | Maverick Banes Gavin van Peperzeel          | 7-6(3), 6-1          |
| 21. | 10 maggio 2014    | Great Britain F11, Newcastle  | Terra rossa | Jonny O'Mara     | Maverick Banes Gavin van Peperzeel          | 7-6(6), 6-1          |
| 22. | 31 gennaio 2015   | Great Britain F2, Sunderland  | Cemento (i) | Lewis Burton     | Isak Arvidsson Micke Kontinen               | 6-3, 6-2             |
| 23. | 24 maggio 2015    | Egypt F19, Sharm el-Sheikh    | Cemento     | Daniel Smethurst | Karim-Mohamed Maamoun Issam Haitham Taweel  | 6-4, 6-4             |
| 24. | 31 maggio 2015    | Egypt F20, Sharm el-Sheikh    | Cemento     | Daniel Smethurst | Karim Hossam Issam Haitham Taweel           | 6-1, 6-3             |
| 25. | 11 luglio 2015    | Great Britain F6, Frinton     | Erba        | Daniel Smethurst | Evan Hoyt Bradley Mousley                   | 6-4, 6-4             |
| 26. | 18 settembre 2022 | Spain M25, Madrid             | Cemento     | Scott Duncan     | Nazim Makhlouf Lamine Ouahab                | 6-1, 6-3             |
| 27. | 30 ottobre 2022   | France M25, Sarreguemines     | Carpet      | Scott Duncan     | Arthur Bouquier Gregoire Jacq               | 4-6, 6-3, 10-8       |
| 28. | 6 novembre 2022   | France M15, Villers-lès-Nancy | Cemento     | Scott Duncan     | Arthur Bouquier Gregoire Jacq               | 6-1, 2-0 ret.        |